# Каражар (Баянаульський район)
Каража́р (каз. Қаражар) — село у складі Баянаульського району Павлодарської області Казахстану. Входить до складу Аксанського сільського округу.
Населення — 315 осіб (2021; 328 у 2009, 432 у 1999, 460 у 1989).
Національний склад станом на 1989 рік:
- казахи — 100 %